# Vela en los Juegos Olímpicos
El deporte de vela en los Juegos Olímpicos se realiza desde la segunda edición (París 1900). Hasta Los Ángeles 1984 las clases de vela eran abiertas a ambos sexos.
Tras el Campeonato Mundial, es la máxima competición internacional de vela. Es organizado por el Comité Olímpico Internacional (COI), junto con la Federación Internacional de Vela (ISAF).

## Clases
Las clases de vela que forman parte del programa olímpico actual son las siguientes (7 clases y 10 categorías: 5 masculinas, 4 femeninas y una mixta). Se indica el año desde el que es olímpica y, en paréntesis, la clase a la que sustituyó:
| Clase        | Masculina                | Femenina                 |
| ------------ | ------------------------ | ------------------------ |
| RS:X         | 2008 (Mistral)           | 2008 (Mistral)           |
| Laser        | 1996                     | —                        |
| Laser Radial | —                        | 2008 (Europe)            |
| Finn         | 1952 Firefly             | —                        |
| 470          | 1976 (Dragon)            | 1988                     |
| 49er         | 2000                     | 2016 (Elliott 6m)        |
| Nacra 17     | 2016 (Star y Elliott 6m) | 2016 (Star y Elliott 6m) |

## Ediciones
| N.º    | Año  | Sede                               | Instalación                                            |
| ------ | ---- | ---------------------------------- | ------------------------------------------------------ |
| —      | 1896 | Atenas ( Grecia)                   | —                                                      |
| I      | 1900 | Meulan y El Havre ( Francia)       | Río Sena y Puerto de El Havre                          |
| —      | 1904 | San Luis ( Estados Unidos)         | —                                                      |
| II     | 1908 | Ryde y Hunters Quay ( Reino Unido) | Real Club de Regatas Victoria y Fiordo de Clyde        |
| III    | 1912 | Nynäshamn ( Suecia)                | Puerto de Nynäshamn                                    |
| IV     | 1920 | Ostende ( Bélgica)                 | Puerto de Ostende                                      |
| V      | 1924 | Meulan y El Havre ( Francia)       | Río Sena y Puerto de El Havre                          |
| VI     | 1928 | Ámsterdam ( Países Bajos)          | Zuiderzee                                              |
| VII    | 1932 | Los Ángeles ( Estados Unidos)      | Puerto de Los Ángeles                                  |
| VIII   | 1936 | Kiel ( Alemania)                   | Bahía de Kiel (Club de Yates de Kiel)                  |
| IX     | 1948 | Torquay ( Reino Unido)             | Bahía de Torquay                                       |
| X      | 1952 | Helsinki ( Finlandia)              | Harmaja y Liuskasaari                                  |
| XI     | 1956 | Melbourne ( Australia)             | Bahía Port Phillip                                     |
| XII    | 1960 | Nápoles ( Italia)                  | Golfo de Nápoles                                       |
| XIII   | 1964 | Enoshima ( Japón)                  | Puerto Deportivo de Enoshima                           |
| XIV    | 1968 | Acapulco ( México)                 | Club de Yates de Acapulco                              |
| XV     | 1972 | Kiel ( RFA)                        | Bahía de Kiel (Club de Yates de Kiel)                  |
| XVI    | 1976 | Kingston ( Canadá)                 | Centro Olímpico de Vela                                |
| XVII   | 1980 | Tallin ( URSS)                     | Centro Olímpico de Vela                                |
| XVIII  | 1984 | Long Beach ( Estados Unidos)       | Marina de Long Beach                                   |
| XIX    | 1988 | Busan ( Corea del Sur)             | Centro de Vela de Busan                                |
| XX     | 1992 | Barcelona ( España)                | Puerto Olímpico                                        |
| XXI    | 1996 | Savannah ( Estados Unidos)         | Estrecho de Wassaw                                     |
| XXII   | 2000 | Sídney ( Australia)                | Bahía de Sídney                                        |
| XXIII  | 2004 | Atenas ( Grecia)                   | Centro Olímpico de Vela Ayos Kosmás                    |
| XXIV   | 2008 | Qingdao ( China)                   | Centro Olímpico de Vela de Qingdao                     |
| XXV    | 2012 | Weymouth ( Reino Unido)            | Academia Nacional de Navegación de Weymouth y Portland |
| XXVI   | 2016 | Río de Janeiro ( Brasil)           | Marina da Glória                                       |
| XXVII  | 2020 | Tokio ( Japón)                     | Puerto Recreativo de Enoshima                          |
| XXVIII | 2024 | Marsella ( Francia)                | Marina de Marsella                                     |

## Medallero histórico
- Actualizado a París 2024 (no incluye las dos pruebas de la edición de 1900 que no son reconocidas como oficiales por el COI).

| Núm. | País                                 | Oro | Plata | Bronce | Total |
| ---- | ------------------------------------ | --- | ----- | ------ | ----- |
| 1    | Reino Unido                          | 32  | 21    | 13     | 66    |
| 2    | Estados Unidos                       | 19  | 23    | 20     | 62    |
| 3    | Noruega                              | 17  | 11    | 5      | 33    |
| 4    | Australia                            | 14  | 9     | 8      | 31    |
| 5    | España                               | 14  | 5     | 3      | 22    |
| 6    | Francia                              | 13  | 14    | 19     | 46    |
| 7    | Dinamarca                            | 13  | 10    | 9      | 32    |
| 8    | Suecia                               | 10  | 15    | 14     | 39    |
| 9    | Países Bajos                         | 10  | 8     | 11     | 29    |
| 10   | Nueva Zelanda                        | 9   | 9     | 7      | 25    |
| 11   | Alemania                             | 8   | 10    | 13     | 31    |
| 12   | Brasil                               | 8   | 3     | 8      | 19    |
| 13   | Italia                               | 6   | 3     | 8      | 17    |
| 14   | Austria                              | 5   | 4     | 1      | 10    |
| 15   | Rusia                                | 4   | 6     | 5      | 15    |
| 16   | República Popular China              | 3   | 3     | 2      | 8     |
| 17   | Grecia                               | 3   | 2     | 3      | 8     |
| 18   | Bélgica                              | 2   | 4     | 3      | 9     |
| 19   | Finlandia                            | 2   | 2     | 7      | 11    |
| 20   | Israel                               | 2   | 1     | 2      | 5     |
| 21   | Equipo Mixto                         | 2   | 0     | 0      | 2     |
| 22   | Argentina                            | 1   | 5     | 5      | 11    |
| 23   | Ucrania                              | 1   | 2     | 2      | 5     |
| 24   | Suiza                                | 1   | 2     | 1      | 4     |
| 25   | Croacia                              | 1   | 2     | 0      | 3     |
| 26   | Polonia                              | 1   | 1     | 3      | 5     |
| 27   | Bahamas                              | 1   | 0     | 1      | 2     |
| 28   | Hong Kong                            | 1   | 0     | 0      | 1     |
| 29   | Canadá                               | 0   | 3     | 6      | 9     |
| 30   | Eslovenia                            | 0   | 3     | 1      | 4     |
| 31   | Portugal                             | 0   | 2     | 2      | 4     |
| 32   | Japón                                | 0   | 2     | 1      | 3     |
| 33   | Chipre                               | 0   | 2     | 0      | 2     |
| 33   | Irlanda                              | 0   | 2     | 0      | 2     |
| 35   | Hungría                              | 0   | 1     | 1      | 2     |
| 36   | Antillas Neerlandesas                | 0   | 1     | 0      | 1     |
| 36   | Cuba                                 | 0   | 1     | 0      | 1     |
| 36   | Islas Vírgenes de los Estados Unidos | 0   | 1     | 0      | 1     |
| 36   | Lituania                             | 0   | 1     | 0      | 1     |
| 36   | República Checa                      | 0   | 1     | 0      | 1     |
| 41   | Estonia                              | 0   | 0     | 2      | 2     |
| 42   | Perú                                 | 0   | 0     | 1      | 1     |
| 42   | Singapur                             | 0   | 0     | 1      | 1     |
|      | TOTAL                                | 203 | 195   | 188    | 586   |

1. ↑  Incluye las medallas obtenidas por la RFA y la RDA entre 1949 y 1990.
2. ↑  Incluye las medallas obtenidas por la URSS.